# Orlando Mejía Rivera
Orlando Mejía Rivera (n. Bogotá, Colombia; 30 de agosto de 1961) es un médico escritor colombiano.

## Vida
Mejía Rivera tiene una maestría en filosofía, escribió obras literarias o relacionadas con filosofía / historia de la medicina. Actualmente vive en Manizales donde es profesor titular de la Facultad de Medicina de la Universidad de Caldas.

## Obra publicada
Ensayo
- Antropología de la muerte 1987
- Humanismo y antihumanismo, 1990
- Ética y sida, 1995
- De la prehistoria a la medicina egipcia: introducción crítica a la historia de la medicina, 1999,
- La muerte y sus símbolos: muerte, tecnocracia y posmodernidad, 1999
- De clones, ciborgs y sirenas, 2000
- La generación mutante: nuevos narradores colombianos, 2002
- Los descubrimientos serendípicos : aproximaciones epistemológicas al contexto del descubrimiento científico, 2004
- En el jardín de Mendel : bioética, genética humana y sociedad, 2009
- Cronistas del futuro : ensayos sobre escritores de ciencia ficción, 2012
- La biblioteca del dragón : lecturas inolvidables, 2012
- El extraño universo de León de Greiff, 2015
- " Dante Alighieri y la medicina " , 2018
- " Kazuo Ishiguro: Guía de viaje " , 2019
- " El desorden de Fleming y otros ensayos patobiográficos " ,  2019
- " Las enseñanzas de los sabios y otros miniensayos " , 2021
- " Shakespeare y la clínica " , 2021
- " Historia cultural de la medicina. Volumen 1. Medicina Arcaica. De las enfermedades prehistóricas a los papiros

```
   médicos del antiguo Egipto. (Madrid, Punto de Vista Editores, 2022).
```

- " Historia cultural de la medicina. Volumen 2. Medicina Antigua. De Homero a la peste negra. (Madrid, Punto de

```
   Vista Editores, 2022).
```

- "Historia cultural de la medicina. Volumen 3. Medicina Renacentista. De Leonardo da Vinci a la sífilis. (Madrid,

```
  Punto de Vista Editores, 2022).
```

Novela
- La Casa Rosada, 1997
- Pensamientos de guerra, 1998
- El enfermo de Abisinia, 2007
- Recordando a Bosé, 2009
- "El médico de Pérgamo", 2019

Periodismo
- Extraños escenarios de la noche: crónicas culturales, 2005

Cuento
- El asunto García y otros cuentos, 2006
- Manicomio de dioses, 2010
- "El extraño animal de los gitanos (Minificciones)", 2019
- "Diccionario del amnésico (Minificciones)", 2021

Poesía
- "Reflejos de Luna (Haikus)", 2019

Biografías
- Heinz Goll: Das Vagabundieren des Künstlers. Heinz Goll 1934–1999. Sein Leben, sein Werk. (Klagenfurt, Hermagoras

```
 Verlag, 2001). 
 (Esta biografía del artista Heinz Goll en alemán está inédita en español).
```

En coautoría
- Apuntes históricos Facultad de Medicina Universidad de Caldas, 1994

Libros en Antologías (cuentos).
- Estrechando círculos. Antología de escritores caldenses y escritores extremeños. San Benito, Delegación cultural

```
 del ayuntamiento de San Benito.1999.
```

- Contemporáneos del porvenir. Primera antología colombiana de Ciencia Ficción. Introducción y selección de

```
 René Rebetez. Espasa, Bogotá. 2000. 
```

- Und Träúmten Von Leben. Erzählungen aus Kolumbien. Peter Schultze-Kraft (Hrsg). Zurich, Edition 8 Reihe Durían.

```
 2001. 
```

- Aquiloni tra nuvole scarabocchiati, Racconti dalla Colombia. Roma, Edizioni Estemporanee. A cura di Danilo

```
 Manera. 2006.
```

- Gol. Cuentos de fútbol. Manizales, Editorial Universidad de Caldas. 2007.
- Antología del cuento fantástico colombiano. Campo Ricardo Burgos López (Selección e Introducción). Bogotá,

```
 Universidad Sergio Arboleda. 2007
```

- Segunda Antología de Cuento Corto Colombiano. Harold Kremer y Guillermo Bustamante, compiladores. Bogotá,

```
 Editorial Universidad Pedagógica Nacional. 2007.
```

- Escrito en la grama, Antología de relatos colombianos sobre futbol. Oscar Perdomo Gamboa, Hernando Urriago

```
 Benítez (compiladores). Bogotá, Caza de libros. 2011. 
```

- 23 narradores colombianos en Europa. Eduardo Márceles Daconte (editor). Bogotá, Collage editores. 2018.
- Cada uno con su cuento. Antología comentada. Volumen II. María Eugenia Rojas Arana (Editora académica). Cali,

```
 Editorial Universidad del Valle, 2021.
```

Libros en Antologías (ensayos).
- Transmutaciones. Literatura colombiana actual. Edición de Antonio María Flórez. Extremadura, Editorial regional

```
 de Extremadura, 2009.
```

- El legado de Macondo. Antología de ensayos críticos sobre Gabriel García Márquez. Orlando Araújo Fontalvo

```
 (editor). Barranquilla, Editorial Universidad del Norte. 2013.
```

- Rebeldía y exilio: Albert Camus (1913-2013). Homenaje en el centenario de su nacimiento. Pablo Montoya

```
 (Coordinador). Medellín, Editorial Sílaba. 2013.
```

- De Comala a Macondo. Fabio Mártinez (editor). Cali, Editorial Universidad del Valle. 2017.
- Gabriel Garcia Marquezer Nissongotar Ordho Shatok. (Essays, translated from Spanish into Bengali, on ‘One Hundred

```
 Years of Solitude’, a novel by Gabriel Garcia Marquez).
 Edited by Fabio Rodríguez Amaya and Arundhati Bhattacharya. Calcutta, Kolika Letterpress. 2018.
```

- Miradas Cruzadas. Las relaciones entre Austria y Colombia. Marío Jursich (Editor). Bogotá, Embajada de Austria.

```
 2019.
```

## Premios
- Premio nacional Academia de Medicina, 1994
- Ganador del concurso de Novela ICFES-CRES, Centro Occidente, realizado por el ICFES y las cinco universidades de Manizales con La casa rosada
- Tercer lugar en el concurso de cuento de ciencia ficción "Una ciudad que sueña", 1997 con "El asunto García"
- Ganador del premio nacional de novela, Ministerio de cultura, 1998 con Pensamientos de guerra
- Finalista en la VI bienal de novela José Eustacio Rivera, 1998 con Pensamientos de guerra
- Premio de la Cámara colombiana del libro, 1999
- Premio nacional de literatura ciudad de Bogotá, categoría ensayo, 1999 con De clones, ciborgs y sirenas
- Finalista del XIII Concurso Nacional de Novela y Cuento, de la Cámara de Coercio de Medellín, con la obra EL

```
  MÉDICO DE PÉRGAMO, novela inédita, en 2017. Siendo jurados los escritores Santiago Gamboa, Martín Caparros y 
  Mario Jursich.
```

- Finalista del Premio Nacional de novela publicada 2020, del Ministerio de Cultura, con la obra EL MÉDICO DE

```
 PÉRGAMO.
```

- Ganador I Premio Nacional de Minificción (2021), de la Editorial Cuadernos Negros y el periódico El espectador,

```
 con el libro Diccionario del amnésico.
```

Otros vínculos académicos e intelectuales
Miembro de número de la Academia de Medicina de Caldas. Miembro de la comisión de Humanidades médicas de la Academia Nacional de Medicina. Miembro del ESRA (European Shakespeare Research Association). Colaborador habitual del suplemento Literario Papel Salmón del periódico La Patria con su columna Biblioteca del dragón, de la Revista Universidad de Antioquia y de la Revista Aleph. Ocasional colaborador de la revista Arcadia y de la Revista Casa Silva. Perteneció al grupo de escritores vinculados a la Agencia Literaria Carmen Balcells de Barcelona (España), desde junio del año 2000 hasta enero de 2018.
Textos suyos han sido traducidos al alemán, italiano, francés, húngaro y bengalí. De su novela Pensamientos de Guerra se hizo una versión operística por parte del maestro Héctor Fabio Torres en 2001. También se hizo una adaptación al teatro por parte del director Douglas Salomón, director del departamento de Artes Escénicas de la Universidad del Valle en 2006. Adaptación teatral de la novela Recordando a Bosé por parte del director Douglas Salomón, director del departamento de Artes Escénicas de la Universidad del Valle en 2012. 
Ha publicado alrededor de 70 artículos, ensayos y textos de creación en revistas de circulación nacional e internacional (Aleph, Hipsipila, Papel Salmón, Revista de literatura colombiana (U de Antioquia), Quehacer cultural, Novum, Época, Lecturas Dominicales del periódico El tiempo, Magazín del Espectador, Literario Dominical del periódico El Colombiano, Tribuna Médica Colombiana, Repertorio Latinoamericano, Discusiones filosóficas, Revista Universidad de Antioquia, Revista Universidad Nacional de Colombia (sede Medellín), Revista Politeia, Revista Acta médica colombiana, Revista Casa Silva, Revista Arcadia, Revista Colombiana de Endocrinología, Metabolismo & Diabetes, que abarcan temas de crítica literaria, humanidades médicas, bioética, Medicina, literatura colombiana, poética, creación literaria y  filosofía.